# Cerococcus longipilosus
Cerococcus longipilosus är en insektsart som först beskrevs av Archangelskaya 1930.  Cerococcus longipilosus ingår i släktet Cerococcus och familjen Cerococcidae. Inga underarter finns listade i Catalogue of Life.